# Óoku
Az Óoku (大奥) Okui Maszami negyedik válogatásalbuma, mely 2008. február 6-án jelent meg az Evolution kiadó jóvoltából. Ezen az albumon már az énekesnő saját kiadója által kiadott kislemezek dalait tartalmazza az Olive kislemeztől (2004) egészen a It’s My Life kislemezig (2007), valamint három régebbi dalának feldolgozott változatát hallhatjuk az albumon.

## Dalok listája
1. Olive 4:50
2. Trust 4:16
3. Micu (蜜 -mitsu-?) 6:28
4. Zero (G) 3:56
5. Wild Spice 4:34
6. Remote Viewing 3:57
7. It’s My Life 3:59
8. Reicarnation (Self-cover Version) 3:56
9. Rinbu-Revolution (Self-cover Version) (輪舞 -revolution) 4:32
10. Shuffle (Self-cover Version) 4:32